# 国見奈々
国見 奈々（くにみ なな、1986年10月7日 - ）は、日本の元AV女優。

## 略歴・人物
2008年にAVデビューした。

## 出演作品

### アダルトビデオ
2008年
- FINISH SCENE VOL.10（1月11日、SUPER SONIC SATELLITES）…オムニバス作品 共演:愛名めぐみ 他出演:月原桃香、平原亜希
- 競泳レズマッサージ Vol.10（1月18日、SUPER SONIC SATELLITES）…共演:愛名めぐみ
- フェイスシットバウト 3（2月8日、SUPER SONIC SATELLITES）共演:愛名めぐみ 他出演:桃原歩、神谷ミサト
- 侵略者 〜INVADER〜 Vol.01（2月15日、SUPER SONIC SATELLITES）…共演:NINA
- 女子プロレスラートレーニング Vol.05（2月8日、SUPER SONIC SATELLITES）他出演:沢井真帆、三島萌、名波ちひろ
- 元子役タレントが被害に遭った催眠治療「猥褻行為」全記録ビデオ 1（3月1日、ラハイナ東海）
- BOXING OF THE LESBIAN Vol.3（3月7日、SUPER SONIC SATELLITES）…共演:桃井アンナ
- The レズバウト 〜女同士のプライドを賭けた闘い〜 Vol.12（3月28日、SUPER SONIC SATELLITES）…共演:愛名めぐみ
- '08 春のSOD女子社員（恥）赤面祭り 桜満開☆花びらも満開!?超過激祭りSP（4月4日、SODクリエイト）…共演:桑原みか、佐川美樹、松本尚、神谷恵、水原ひな、成瀬聖子、早津美奈子、風間加奈、鈴木泉 他 ※「国見奈々子」名義
- パクったくせにパクられたくない女子校生万引き犯 6（4月4日、映天）…オムニバス作品
- 私は男の子（4月5日、HMJM）…共演:伊藤青葉
- 少女自慰 完全長尺版（4月25日、三和出版）他出演:並木ゆりあ、早川サキ、仲咲千春、中原美姫、赤松せいら、長谷川さやか、永瀬あき、矢部なつみ、北田優歩、椎名りく、大久保伶、黒田もえ、リオ、中森美奈、藤原美紀、アジコ、加藤あかね、赤城智恵子、成美碧子、涼宮さつき
- スクールメイド（5月2日、スマイリー）
- 今日も何処かでレイプ 亭主の兄にやられる妻/亭主の友人にやられる嫁/不良仲間に輪される姉（5月10日、FAプロ）他出演:大越はるか、真島みゆき、美里流季
- 学園生活の中のま○こいじり（5月25日、アロマ企画）他出演:MARINA、紅りんご、田丸いちご、あおば、乙川ミキ、彩花ゆめ、朝比奈マキ
- 巨乳玩具 05（6月1日、中嶋興業）
- 女子プロボクサートレーニング Vol.3（6月6日、SUPER SONIC SATELLITES）他出演:桃井アンナ、月島若菜、梅澤華奈
- 学園生活の中の乳房揉み（6月13日、アロマ企画）他出演:紅りんご、長谷川なぁみ、坂下ななえ、小西真麻、乙川ミキ、桃川リコ
- 女の子くすぐり vol.5（6月27日、SUPER SONIC SATELLITES）他出演:愛名めぐみ、吉岡あすか、酒井ちはる、里中ゆい、三井奏
- LONG GLOVE maniacs vol.1（7月11日、RISING）他出演:愛名めぐみ、吉岡あすか、酒井ちはる、里中ゆい、三井奏
- 女子校生強制中出し 16（7月12日、隼エージェンシー）他出演:つぼみ、小日向しおり、向坂美々、飯島くらら、仲川咲姫
- 女子校生の太股とパンチラ（7月13日、アロマ企画）他出演:若槻めい、長谷川なあみ、村瀬優花、坂下ななえ、紅りんご、桐野真琴、里谷友、小西真麻、菅野すみれ、霧島さつき、小日向ゆい、弓川彩乃、朝比奈マキ、橘はるな、田丸いちご、あげは、乙川ミキ、橘ひな、花咲遥
- WATER POLO SEX 1（7月25日、RISING）
- こだわりの手コキ4時間SP 9（8月9日、隼エージェンシー）…他多数出演
- フェラマニア Vol.4（8月19日、ミスター・インパクト）…他多数出演
- 女子校生レイプ中出し 5（8月19日、ミスター・インパクト）他出演:香坂百合、まゆみ、向坂美々、小峰ミサ
- 巨乳レイプ レイプされた7人の巨乳（8月19日、ミスター・インパクト）他出演:桜井エミリ、青山れあ、葉月奈穂、藤咲さくら、明佐奈、浅田ちち
- 火曜日は全裸登校日（9月4日、アキノリ）…他多数共演
- なな（9月13日、無垢）
- ネオロリ!! 桃尻汗ダク美少女 HIP（9月25日、オーロラプロジェクト）
- ザ・筆おろし 44（9月26日、クリスタル映像）他出演:中條美華、若槻朱音、吉井花梨、若槻尚美、宮沢優菜
- 転校したら男は僕一人ぼっちだった 4（10月9日、アキノリ）…他多数共演
- ぶっかけられたメガネちゃん（10月31日（レンタル）／11月14日（セル）、LEO）他出演:長沢まゆ 他
- 素人援交生中出し 38（10月31日、プラム）
- アスリート競泳水着（12月19日、TMA）
- 女だけの乱交レズビアンペニバン教室（12月19日、クロス）共演:大沢佑香（晶エリー、新井エリー）、かのうゆめ、中野みづほ、日向まひる、真弓ナナ、川瀬優希
- コスプレモデルを口説いて強引にハメる! PART2 黒髪巨乳美少女（12月24日、ユープランニング）

2009年
- パイずり顔射（1月10日、ラハイナ東海）他出演:澄川ロア、紅りんご、飯島くらら、宮崎あい、桃井アンナ
- 足ピ〜ン 角オナニー 4（1月13日、アロマ企画）他出演:児玉ゆい、喜多嶋未来、吉澤レイカ、芹沢明菜、青空のん、三枝みのり
- 強制オナニー三昧 朝から晩まで女性にオナニーを強制され続けた不運な日（1月25日、アロマ企画）他出演:冬野みずき、亜佐倉みんと、芹沢明菜、三枝みのり
- マッサージで感じちゃった私。（2月13日、アロマ企画）他出演:今村亜沙美、永井智美、相沢すみれ、小野寺馨
- 裏路地 人妻 中出し（3月19日、桃太郎映像出版）
- 女子校生中出し4時間 2 (3月19日、ミスター・インパクト)他出演:愛菜りな、姫咲まりあ、向坂美々、香坂百合、あいの詩、若槻ななみ、桜井春、橘ひな、小峰ミサ、まゆみ
- 中出しレイプ女子校生 レイプされ中出しされる13人の女（4月15日、隼エージェンシー）他12名出演
- エロ美少女に騎乗られちゃった僕。（4月25日、アロマ企画）他出演:美花ぬりぇ、芹澤かなえ、仲村ろみひ
- もしもこ〜んな 巨乳だらけの混浴露天風呂があったら?（5月13日、カルマ）共演:桃咲まなみ、蜜井とわ、浅田ちち、浜崎りお、鈴香音色、高嶺みりあ、夏川リアナ、桐島ひかり、西木美羽、羽田未来、岡本きら、宮崎あい、根本あきこ、芽衣奈

2010年
- KARMA設立5周年プレミアム感謝祭! 巨乳!巨乳!巨乳!ボインボインバスツアー（1月13日、カルマ）共演:浜崎りお、蜜井とわ、桃咲まなみ、南芽衣奈、岡本きら、鈴香音色、高峰みりあ、夏川リアナ、根本あきこ、羽田未来、西木美羽、桐島ひかり、浅田ちち、宮崎あい

### ヌードイメージビデオ
- エロ人形 ともみ21歳 専門学生（2008年6月25日、video maker）

### オリジナルDVD
- 第3回 SSSGPグランプリ 決勝 （2011年7月29日、SUPER SONIC SATELLITES）　-　共演:安藤あいか
- ファイティングガールズ Volume.3 2011.12.30 聖戦-JIHAD- （2012年2月24日、ファイティングガールズ）
- PRO-WRES TAG MATCH MIXED Vol.4 （2012年8月17日、SUPER SONIC SATELLITES）
- ザ・ターゲット Vol.5～覆面ディレクター制裁マッチ～ （2012年8月10日、SUPER SONIC SATELLITES）
- Fighting Girls Volume.6 　聖戦-JIHAD- 　Queen Of Akihabara FINAL （2013年2月、ファイティングガールズ）
- Fighting Girls Volume.7  - 2013.5.4 THE TURNING POINT （2013年6月21日、ファイティングガールズ）
- ファイティングガールズ　in 大阪　2013.10.12（2013年11月15日、ファイティングガールズ）
- Fighting Girls Volume.9 2013.12.21 聖戦 ～JIHAD～ FightingGirls チャンピオンタイトルマッチ2013（2014年1月24日 、ファイティングガールズ）
- Fighting Girls Volume.10 2014.4.19 原点回帰 FightingGirls チャンピオンタイトルマッチ2014 (2014年5月23日、ファイティングガールズ）
- THE 個撮ファイト No.01（2014年8月1日、格闘崇拝者）